# Historias de nuestro cine
Historias de nuestro cine és una pel·lícula documental espanyola del 2019 escrita i dirigida per Ana Pérez-Lorente i Antonio Resines produït per Universal Pictures i que fa un viatge a les millors anècdotes del cinema espanyol. Ha estat produïda per Enrique Cerezo.

## Sinopsi
L'11 de maig de 1896 al circo Price, propietat llavors del ciutadà anglès Willian Parish, l'hongarès Edwin Rousby, utilitzant un animatògraf, projecta les primeres imatges en moviment que van poder veure's a Espanya. A partir d'aquest fet, el narrador, Antonio Resines, amb l'ajuda de testimoniatges de nombrosos directors, actors i productors espanyols com Fernando Trueba, Carmen Maura, Fernando Colomo, Ana Belén, Fernando Méndez-Leite, Maribel Verdú, David Trueba, Loles León, José Coronado, Verónica Forqué, Carlos Boyero, anirà desgranant anècdotes que entremesclarà amb imatges de totes les èpoques fins a aconseguir compondre una sorprenent història, la del cinema espanyol.

## Crítiques
| «                           | "‘Resines & Friends', això és aquest petit documental amable i sense complexos. Sense ínfules ni major aspiració que la de compartir la visió personal d'un grup de persones que conten vivències (...) sobre el nostre cinema. (…) Puntuació: ★★★ (sobre 5)" | » |
| — Carlos Marañón: Cinemanía | |   |

| «                                    | "Per a aquells que els agrada el cinema hi ha poques coses tan agradables (...) que veure i escoltar als seus actors i directors favorits contant anècdotes de les pel·lícules que han fet. (...) és entretenidísimo (…) Puntuació: ★★★ (sobre 5)" | » |
| — Oti Rodríguez Marchante: Diari ABC | |   |

| «                           | "Aquest entretenidísimo documental és un recorregut forçosament incomplet però aplicat per la història del cinema espanyol (…) Puntuació: ★★★ (sobre 5)" | » |
| — Pablo Vázquez: Fotogramas | |   |

## Nominacions
Fou nominada al Goya a la millor pel·lícula documental. també fou nomenada al millor documental als XXV Premis Cinematogràfics José María Forqué.